# علم قياس شكل الأرض
علم قياس شكل الأرض (بالإنجليزية: Geomorphometry)، أو نقحرة: الجيومورفومتريا – وهي مشتقة من اليونانية القديمة: "γῆ" (gê) وتعني "الأرض"، و"μορφή" (morphḗ) وتعني "الشكل" أو "الهيئة"، و"μέτρον" (métron) وتعني "القياس" - يُعد علمًا وممارسة تُعنى بقياس خصائص التضاريس، وشكل سطح الأرض، وتأثيرات هذا الشكل السطحي على الجغرافيا البشرية والطبيعية. وهي تجمع بين مختلف التقنيات الرياضية والإحصائية ومعالجة الصور التي يمكن استخدامها لتحديد الجوانب المورفولوجية والهيدرولوجية والبيئية وغيرها من جوانب سطح الأرض كميًا. المصطلحات الشائعة المرادفة لعلم قياس شكل الأرض هو تحليل شكل الأرض (تبعًا لعلم تشكل الأرض)، وقياس شكل التضاريس، وتحليل التضاريس، وتحليل سطح الأرض. علم قياس شكل الأرض هو الانضباط القائم على القياسات الحاسوبية للهندسة والطبوغرافيا وشكل آفاق الأرض، وتغيرها الزمني. ويُعد هذا مكونًا رئيسيًا لأنظمة المعلومات الجغرافية (GIS) وأدوات البرمجيات الأخرى للتحليل المكاني.
ببساطة، يهدف علم قياس شكل الأرض إلى استخلاص معالم سطح (الأرض) (القياس الشكلي، المائية، المناخية، وما إلى ذلك) والأجسام (مثل مستجمعات المياه، وشبكات المجاري المائية، والأشكال الأرضية، وما إلى ذلك) باستخدام نموذج رقمي لسطح الأرض (يُعرف أيضًا بالنموذج الرقمي للارتفاع، DEM) وبرمجيات التحديد. ويمكن بعد ذلك استخدام معالم وأجسام السطح المستخلصة، على سبيل المثال، لتحسين رسم خرائط ونمذجة التربة، والنباتات، واستخدامات الأراضي، ومعالم شكل سطح الأرض والجيولوجية وما شابه ذلك.
مع التزايد السريع لمصادر نماذج الارتفاع الرقمية اليوم (وخاصة بفضل مهمة مكوك الرادار الطبوغرافية والمشاريع المعتمدة على تقنية الليدار)، أصبح استخلاص معالم سطح الأرض جذابًا بشكل متزايد للعديد من المجالات التي تتراوح من الزراعة الدقيقة، ونمذجة المناظر الطبيعية للتربة، والتطبيقات المناخية والهيدرولوجية، إلى التخطيط الحضري، والتعليم، وأبحاث الفضاء. قد جرى أخذ عينات من طبوغرافيا الأرض بأكملها تقريبًا أو مسحها اليوم، بحيث تتوفر نماذج الارتفاع الرقمية بدقة 100 متر أو أفضل على نطاق عالمي. وفي الوقت الراهن، تُستخدم معالم سطح الأرض بنجاح لكل من النمذجة العشوائية والقائمة على العمليات، والمشكلة الوحيدة المتبقية هي مستوى التفاصيل والدقة الرأسية لنموذج الارتفاع الرقمي.

## التاريخ
على الرغم من أن علم قياس شكل الأرض بدأ بأفكار بريسون عام 1808 وجاوس عام 1827، لم يتطور هذا المجال كثيرًا حتى سبعينيات القرن الماضي مع تطور نظم المعلومات الجغرافية ومجموعات بيانات النموذج الارتفاعي الرقمي.
لعلم شكل الأرض (الذي يركز على العمليات التي تعدّل سطح الأرض) تاريخ طويل كمفهوم ومجال للدراسة، ويُعد علم قياس شكل الأرض واحد من أقدم التخصصات المرتبطة به.المعطيات الجغرافية تخصص فرعي تطور حديثًا، والأحدث من ذلك هو مفهوم قياسات شكل الأرض. هذا المفهوم تطور في الآونة الأخيرة فقط، وذلك بفضل توفر برمجيات نظم المعلومات الجغرافية الأكثر مرونة وقدرة، بالإضافة إلى نماذج الارتفاع الرقمية ذات الدقة العالية. يعد هذا المفهوم استجابة لتطور تقنية نظم المعلومات الجغرافية لجمع ومعالجة بيانات النموذج الارتفاعي الرقمي (مثل الاستشعار عن بعد، وبرنامج لاندسات، والتصوير المساحي). وتتجه التطبيقات الحديثة نحو دمج علم قياس شكل الأرض مع متغيرات تحليل الصور الرقمية التي يحصل عليها من الاستشعار الجوي والفضائي. ومع ظهور الشبكة المثلثية غير المنتظمة (TIN) كنموذج بديل لتمثيل سطح التضاريس، جرى تطوير خوارزميات مقابلة لاستنتاج القياسات منها.

## التدرج السطحي (المشتقات)
يمكن استخلاص قياسات أساسية متنوعة من سطح التضاريس، وتطبق عمومًا تقنيات حساب المتجهات. ومع ذلك، تستخدم الخوارزميات الشائعة في نظم المعلومات الجغرافية والبرمجيات الأخرى حسابات تقريبية تنتج نتائج مماثلة في وقت أقل بكثير مع مجموعات البيانات المنفصلة مقارنةً بطرق الدوال المستمرة النقية. وقد طُوِّرت العديد من الاستراتيجيات والخوارزميات، ولكل منها مزايا وعيوب.

### السطح الناظم والتدرج

سطح يحتوي على عينة من المتجهات الناظمة

السطح الناظم عند أي نقطة على سطح التضاريس هو شعاع متجه يكون عموديًا على السطح. التدرج السطحي ({\displaystyle {\displaystyle \nabla f}}) هو شعاع متجه يكون مماسًا للسطح، في اتجاه أشد تدرجا نزولًا.

### المنحدر

هندسة حساب الميل

يمثل "المنحدر" أو "الدرجة" مقياسًا لمدى انحدار التضاريس عند أي نقطة على السطح، من خلال انحرافها عن السطح الأفقي. من حيث المبدأ، هو الزاوية بين متجه الميل والمستوى الأفقي، ويعبر عنه إما بقياس زاوي α (شائع في التطبيقات العلمية) أو كنسبة الارتفاع/المسافة الأفقية ({\displaystyle p={\frac {rise}{run}}})، ويُعبر عنها عادة كنسبة مئوية، بحيث تكون( p = tan α). تستخدم النسبة المئوية بشكل متكرر في التطبيقات الهندسية مثل إنشاء الطرق والسكك الحديدية.
يتطلب اشتقاق المنحدر من النموذج الرقمي الارتفاعي الشبكي حساب تقريب منفصل للمشتقة السطحية بالاستناد إلى ارتفاع الخلية وارتفاع الخلايا المحيطة بها، وقد طُورت عدة طرق لذلك. على سبيل المثال، تستخدم طريقة هورنر، المطبقة في برنامج آرك جي آي اس، ارتفاع الخلية وجيرانها الثمانية المباشرين، المفصولين بحجم الخلية أو دقتها r:
| eNW | eN | eNE |
| eW  | e0 | eE  |
| eSW | eS | eSE |

وتُقرب المشتقات الجزئية بعد ذلك كمتوسطات مرجحة للفروق بين الجوانب المتقابلة:
{\displaystyle {\frac {\partial z}{\partial x}}\approx {\frac {e_{NE}+2e_{E}+e_{SE}-e_{NW}-2e_{W}-e_{SW}}{8r}}}
{\displaystyle {\frac {\partial z}{\partial y}}\approx {\frac {e_{NE}+2e_{N}+e_{NE}-e_{SW}-2e_{S}-e_{SW}}{8r}}}
ثم يحسب المنحدر (بالنسبة المئوية) باستخدام نظرية فيثاغورس:
{\displaystyle \tan \alpha ={\sqrt {({\frac {\partial z}{\partial x}})^{2}+({\frac {\partial z}{\partial y}})^{2}}}}
يمكن اشتقاق المشتقة الثانية للسطح (أي الانحناء) باستخدام حسابات مماثلة.

### التعريض
تعريض التضاريس عند أي نقطة على السطح هو الاتجاه الذي يواجهه المنحدر، أو الاتجاه الأساسي لأشد الانحدارات هبوطًا. من حيث المبدأ، هو إسقاط التدرج على المنحدر الأفقي. من الناحية العملية، عند استخدام نموذج الارتفاع الرقمي الشبكي، يقرب باستخدام إحدى طرق تقريب المشتقات الجزئية نفسها التي طورت للمنحدر. بعدها يحسب التعريض كالآتي:
{\displaystyle \tan \beta ={\frac {\frac {\partial z}{\partial y}}{-{\frac {\partial z}{\partial x}}}}}
ينتج عن ذلك اتجاه معاكس لاتجاه عقارب الساعة، بحيث تكون 0° عند الشرق.

## النواتج المشتقة الأخرى

### الإضاءة / التجسيم المظلل / التظليل التحليلي للتلال

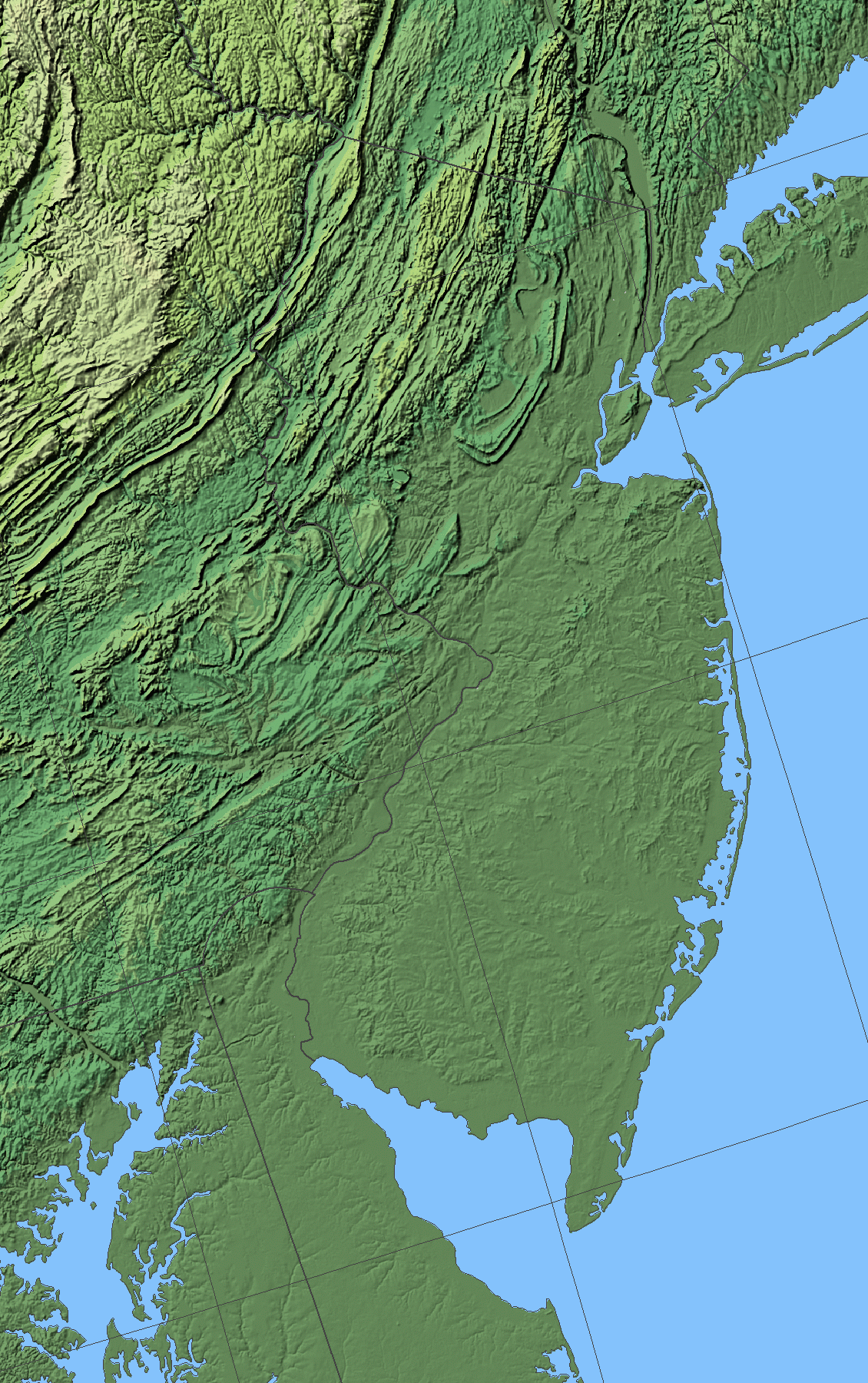
خريطة تجسيم مظللة لنيوجيرسي

من النواتج المفيدة الأخرى المشتقة من السطح التضاريسي صورة التجسيم المظلل، التي تقرب درجة إضاءة السطح من مصدر ضوئي قادم من اتجاه معين. من حيث المبدأ، تتناسب درجة الإضاءة عكسياً مع الزاوية بين متجه السطح العمودي ومتجه الإضاءة؛ فكلما اتسعت الزاوية بين المتجهين، كان ذلك النقطة على السطح أغمق. عملياً، يمكن حسابها من المنحدر (α) والتعريض (β)، مقارنة بارتفاع (ϕ) وسمت (θ) مقابلين لمصدر الضوء:
{\displaystyle i=\cos \phi \cos \alpha +\sin \phi \sin \alpha \cos(\theta -\beta )}
نادراً ما تكون الصورة الناتجة مفيدة للأغراض التحليلية، ولكنها تستخدم غالباً كتصور بديهي لسطح التضاريس لأنها تبدو كنموذج ثلاثي الأبعاد مضاء للسطح.

### استخلاص السمات التضاريسية
غالباً ما يمكن التعرف على السمات التضاريسية الطبيعية، مثل الجبال والأودية، كأنماط في الارتفاع وخصائصها المشتقة. تتضمن الأنماط الأساسية المواقع التي تتغير فيها التضاريس فجأة، مثل القمم (الحد الأقصى للارتفاع المحلي)، والحفر (الحد الأدنى للارتفاع المحلي)، والحافة الجبلية (الحد الأقصى الخطي)، والقنوات (الحد الأدنى الخطي)، والممرات (تقاطعات الحواف والقنوات).
بسبب قيود الدقة وتوجه المحاور وتعريفات الكائنات، قد تنتج البيانات المكانية المشتقة معنى عبر الملاحظة الذاتية أو تحديد الوسيط، أو تُعالَج كبيانات ضبابية للتعامل مع الأخطاء المساهمة المتغيرة بطريقة كمية أكثر – على سبيل المثال، احتمالية 70% لإشارة نقطة إلى قمة جبل بالنظر إلى البيانات المتاحة، بدلاً من تخمين مدروس للتعامل مع عدم اليقين.

### التجسيم المحلي
في العديد من التطبيقات، من المفيد معرفة مدى تباين السطح في كل منطقة محلية. على سبيل المثال، قد يحتاج المرء إلى التمييز بين المناطق الجبلية والهضاب العالية، وكلاهما مرتفع في الارتفاع ولكن بدرجات مختلفة من "الوعورة". يمثل التجسيم المحلي للخلية قياساً لهذا التباين في المنطقة المحيطة (عادةً الخلايا ضمن نصف قطر معين)، وقد استُخدمت عدة مقاييس لهذا الغرض، بما في ذلك إحصائيات وصفية بسيطة مثل النطاق الكلي للقيم في المنطقة المجاورة، أو الانحراف الربيعي، أو الانحراف المعياري. كما طُورت صيغ أكثر تعقيداً لالتقاط تباينات أدق.

## التطبيقات
تقدم التحليلات السطحية الكمية عبر قياسات سطح الأرض أدوات متنوعة للعلماء والمديرين المهتمين بإدارة الأراضي. تتضمن مجالات التطبيق ما يلي:

### بيئة المناظر الطبيعية

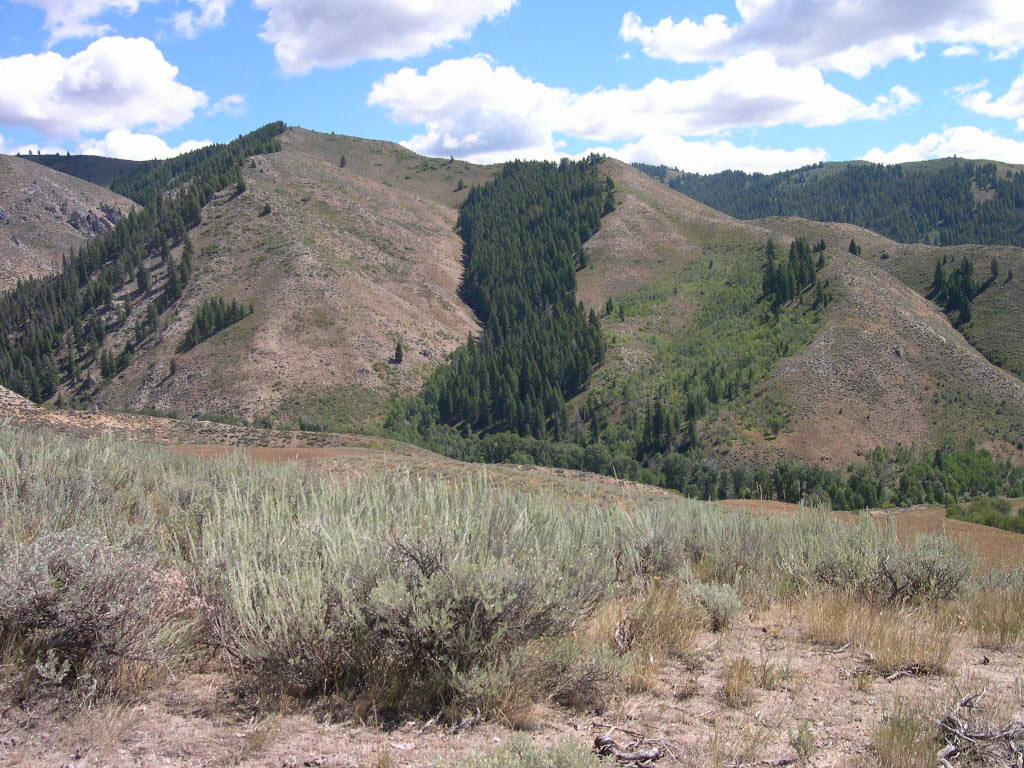
تأثير المنحدر للنباتات المختلفة على المنحدرات المواجهة للشمال والمنحدرات المواجهة للجنوب.

### الجغرافيا الحيوية
في العديد من الحالات، تؤثر التضاريس تأثيرًا عميقًا في البيئات المحلية، خاصةً في المناخات شبه القاحلة والمناطق الجبلية. يشمل ذلك تأثيرات معروفة مثل التوزيع النطاقي الارتفاعي وتأثير المنحدر. مما يجعلها عاملًا مهمًا في نمذجة ورسم خرائط المناخات الصغرى وتوزيع الغطاء النباتي وموائل الحياة البرية والزراعة الدقيقة.

### علم المياه
نظرًا لأن المياه تتدفق نحو الأسفل، يمكن أن تتنبأ المشتقات السطحية لتضاريس السطح بتدفقات المجاري المائية السطحية. يمكن استخدام ذلك لبناء شبكات المجاري المائية، وتحديد أحواض التصريف، وحساب إجمالي تراكم التدفق.

### الرؤية
يمكن للجبال والأشكال الأرضية الأخرى أن تحجب الرؤية بين المواقع على الجانبين المتقابلين. يعد التنبؤ بهذا التأثير أداة قيمة لتطبيقات متنوعة مثل التكتيكات العسكرية وتحديد مواقع الخلوي. تتضمن الأدوات الشائعة في برامج تحليل التضاريس حساب خط الرؤية بين نقطتين وإنشاء مجال رؤية، وهو المنطقة التي تشمل جميع النقاط المرئية من نقطة واحدة.

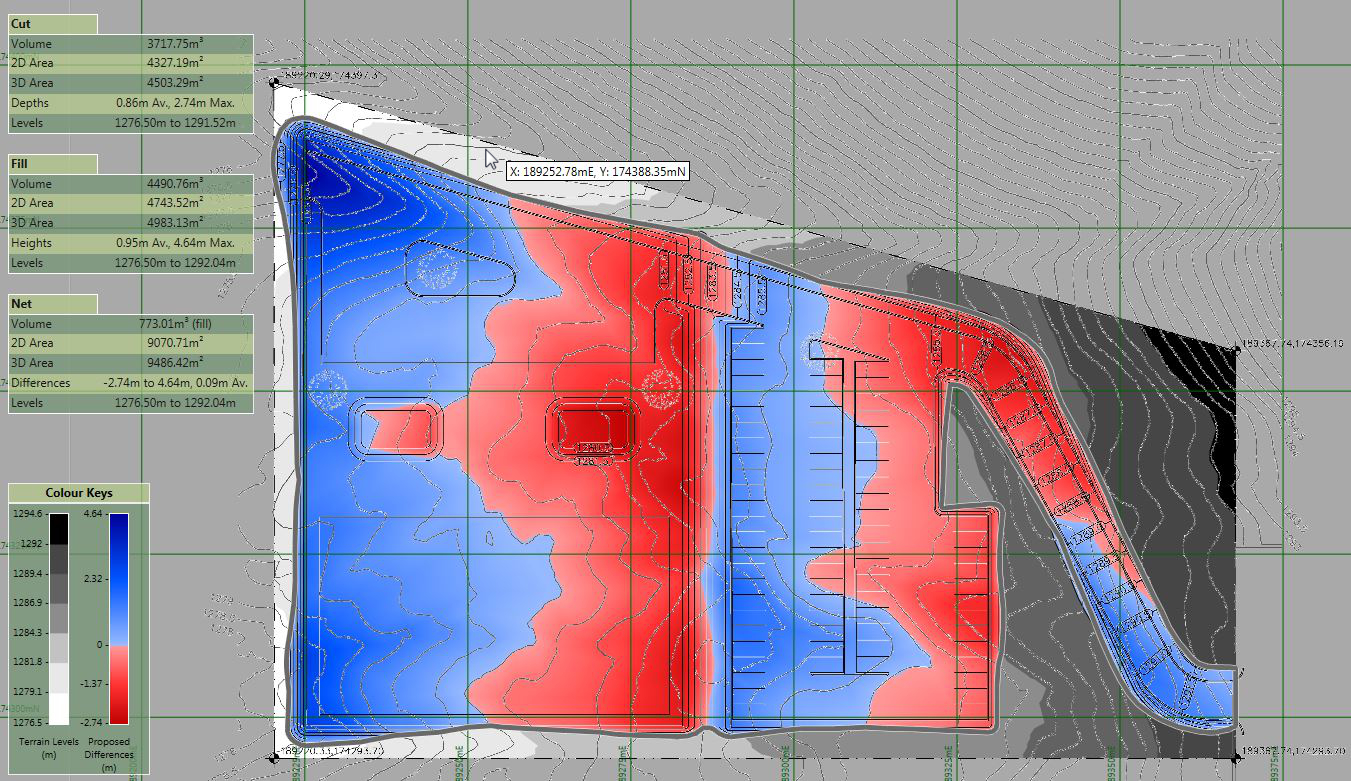
خريطة توضح مناطق القطع والردم لموقع البناء.

### أعمال تربة
تتطلب العديد من مشاريع البناء تعديلًا كبيرًا لسطح التضاريس، ويشمل ذلك إزالة المواد وإضافتها. بنمذجة السطح الحالي والمصمم، يستطيع المهندسون حساب حجم الحفريات والردميات، والتنبؤ بالمشكلات المحتملة مثل استقرار المنحدرات وإمكانية التآكل.

## علماء قياس شكل الأرض
كونه فرعًا حديثًا وغير معروف نسبيًا من نظم المعلومات الجغرافية، فإن موضوع علم قياس شكل الأرض يمتلك عددًا قليلاً من الشخصيات الرائدة "الشهيرة" كما هو الحال في مجالات أخرى مثل علم المياه (روبرت هورتون) أو علم شكل الأرض (غروف كارل غيلبرت). في الماضي، استُخدم علم قياس شكل الأرض في العديد من الدراسات (بما في ذلك بعض الأوراق البحثية البارزة في علم شكل الأرض من قبل أكاديميين مثل إيفانز وليوبولد وولمان). ومع ذلك، لم يبدأ ممارسو نظم المعلومات الجغرافية في دمجها ضمن أعمالهم إلا مؤخرًا. ورغم ذلك، يزيد استخدامها من قبل باحثين مثل آندي تيرنر وجوزيف وود.

## المنظمات الدولية
تطور المؤسسات الكبيرة بشكل متزايد تطبيقات قياس شكل الأرض تعتمد على نظم المعلومات الجغرافية. ومن الأمثلة على ذلك إنشاء حزمة برمجية قائمة على لغة جافا للقياسات شكل الأرض بالتعاون مع جامعة ليدز.

## التدريب
تخصص المؤسسات الأكاديمية موارد متزايدة لتدريب ودورات محددة في علم قياس شكل الأرض، على الرغم من أن هذه لا تزال مقتصرة على عدد قليل من الجامعات ومراكز التدريب. وتشمل الأكثر سهولة في الوصول حاليًا مكتبة موارد قياس شكل الأرض عبر الإنترنت بالتعاون مع جامعة ليدز ومحاضرات وتطبيقات عملية تقدم كجزء من وحدات نظم معلومات جغرافية أوسع، وأكثرها شمولاً حاليًا في جامعة كولومبيا البريطانية (بإشراف برايان كلينكنبرغ) وفي جامعة دالهاوسي.

## البرمجيات
تتضمن برمجيات الحاسوب التالية وحدات أو إضافات متخصصة في تحليل التضاريس:
- آرك جي آي اس
- نظام دعم تحليل الموارد الجغرافية
- نظام معلومات الأراضي والمياه المتكامل[الإنجليزية] (إلويس)
- لاندسيرف[الإنجليزية]
- نظام التحليلات الجيوعلمية المؤتمتة[الإنجليزية] (ساغا جي آي إس)
- أدوات الصندوق الأبيض للتحليل الجغرافي المكاني[الإنجليزية] (وحدات تحليل التضاريس، تحليل ليدار، أدوات الهيدرولوجيا، وتحليل شبكة المجاري المائية)

## قراءة إضافية
- مارك، دي إم (1975) المعلمات الجيومورفومترية: مراجعة وتقييم، الحوليات الجغرافية، 57، (1)؛ ص 165-177
- ميلر، سي إل و لافلام، آر إيه (1958): نموذج التضاريس الرقمية - النظرية والتطبيق . مختبر التصوير الضوئي التابع لمعهد ماساتشوستس للتكنولوجيا.
- بايك، ر.ج. الجيومورفومترية – التقدم والممارسة والآفاق . Zeitschrift für Geomorphologie Supplementband 101 (1995): 221-238.
- بايك، آر جيه، إيفانز، آي، هينجل، تي، 2008. الجيومورفومترية: دليل موجز نسخة محفوظة 3 مارس 2016 على موقع واي باك مشين. . في: الجيومورفومترية - المفاهيم والبرمجيات والتطبيقات ، هينجل، ت. وهانيس آي. رويتر (المحرران)، سلسلة التطورات في علوم التربة المجلد. 33، إلسفير، ص. 3–33،(ردمك 978-0-12-374345-9)

## روابط خارجية
- www.geomorphometry.org - جمعية غير تجارية للباحثين والخبراء.
- مراجعة شاملة للمراجع المتعلقة بأدبيات الجيومورفومترية بقلم ريتشارد جيه بايك (تقرير 02-465) نسخة محفوظة 18 فبراير 2017 على موقع واي باك مشين.
- - جامعة ليدز - كلية الجغرافيا، الصفحة الرئيسية لعلم قياس التضاريس
- [وصلة مكسورة]  - مثال على مخرجات القياسات الجيومورفومترية التي طورتها جامعة ليدز مع معلمات تعتمد على المعالجة والدقة
- - جامعة كولومبيا البريطانية - قسم الجغرافيا
- - جامعة دالهوزي - وحدة علم الجيومورفولوجيا وتطور المناظر الطبيعية